# Araneus legonensis
Araneus legonensis là một loài nhện trong họ Araneidae.
Loài này thuộc chi Araneus. Araneus legonensis được miêu tả năm 1979 bởi Grasshoff & Edmunds.